# Jean-François Flamand

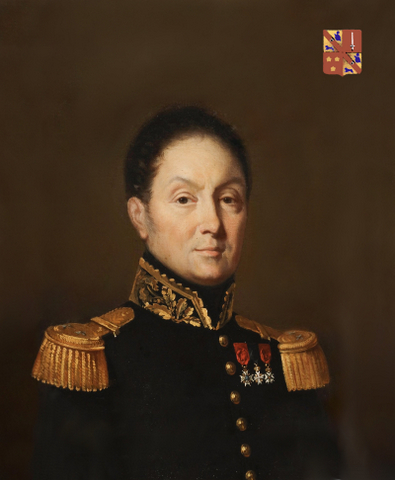
Jean-François Flamand

Jean-François Flamand (* 21. Juni 1766 in Besançon; † 10. Dezember 1838 in Versailles) war ein französischer Général de brigade der Infanterie.

## Leben
Flamand trat am 16. April 1785 in die königliche Armee ein. Er konnte sich schon bald in den Revolutionskriegen durch Tapferkeit auszeichnen und wurde auch mehrfach befördert.
Unter Führung von General Armand-Louis de Gontaut, duc de Biron bzw. General Alexis Chalbot kämpfte er u. a. bei Laval (22. Oktober 1793) und wurde dort auch verwundet.
Als Parteigänger Napoleons unterstützte er am 9. November 1799 bei dessen Staatsstreich des 18. Brumaire VIII (→Französisches Konsulat).
Nach weiteren Beförderungen kämpfte Flamand mit eigenem Kommando bei Marengo (14. Juni 1800), Preußisch Eylau (7./8. Februar 1807) und Friedland (14. Juni 1807).
Als Napoleon 1808 seinen Spanienfeldzug plante, kam Flamand in den Stab von Maréchal de France Nicolas Jean-de-Dieu Soult und führte dort ein Regiment Tirailleurs.
An Napoleons Russlandfeldzug nahm Flamand ebenfalls teil. Er kämpfte  bei Kljastizy (28. Juli/1. August 1812), Schlacht um Smolensk (17./18. August 1812), Borodino (7. September 1812) und an der Beresina (26./28. November 1812).
Während der Belagerung von Antwerpen (→Zitadelle von Antwerpen) wurde Flamand bei einem Gefecht bei Durn (1. Februar 1814) verwundet. Nach der Schlacht bei Paris (30. März 1814) und der Abdankung Napoleons (→Vertrag von Fontainebleau) schloss sich Flamand König Ludwig XVIII. an.
Mit Wirkung vom 9. April 1816 wurde Flamand offiziell in den Ruhestand verabschiedet. Er zog sich ins Privatleben zurück und ließ sich in Versailles nieder. Am 10. Dezember 1838 starb er im Alter von 72 Jahren und fand dort auch seine letzte Ruhestätte.

## Ehrungen
- 14. Juni 1804 Chevalier der Ehrenlegion
- 23. Oktober 1811 Baron de l’Émpire
- 3. Juni 1813 Commandeur der Ehrenlegion
- 22. Januar 1814 Chevalier des Ordre de la couronne fer
- 25. Juli Chevalier des Ordre royal et militaire de Saint-Louis
- Sein Name findet sich am westlichen Pfeiler (39. Spalte) des Triumphbogens am Place Charles-de-Gaulle (Paris).